# 후아니 카스티요
후안 호세 카스티요 바레토(스페인어: Juan José Castillo Barreto, 1955년 10월 3일, 카나리아 제도 라스 팔마스 ~)는 흔히 후아니(스페인어: Juani)로 알려진 스페인의 전 축구 선수이다. 그는 1976년 하계 올림픽에서 스페인 선수단의 일원으로 대회에 참가했다.